# 126.ª Divisão de Infantaria (Alemanha)
A 126ª Divisão de Infantaria (em alemão:126. Infanterie-Division) foi uma unidade militar que serviu no Exército alemão durante a Segunda Guerra Mundial.

## Comandantes
| Comandante                        | Data                                         |
| --------------------------------- | -------------------------------------------- |
| General der Infanterie Paul Laux  | 5 de outubro de 1940 - 10 de outubro de 1942 |
| Generalleutnant Harry Hoppe       | 10 de outubro de 1942 - 31 de abril de 1943  |
| Generalleutnant Friedrich Hofmann | 31 de abril de 1943 - 8 de julho de 1943     |
| Generalleutnant Harry Hoppe       | 8 de julho de 1943 - 7 de novembro de 1943   |
| Generalleutnant Gotthard Fischer  | 7 de novembro de 1943 - 5 de janeiro de 1945 |
| Generalmajor Kurt Hähling         | 5 de janeiro de 1945 - 8 de maio de 1945     |

## Oficiais de operações
| Oberstleutnant Hans-Georg von Schaewen | 5 de outubro de 1940 - 24 de junho de 1942 |
| Oberstleutnant Reinhard Merkel         | 24 de junho de 1942 - 25 de maio de 1944   |
| Oberstleutnant Ernst Zimmer            | maio de 1944 - março de 1945               |

## Área de operações
| Alemanha                      | outubro de 1940 - junho de 1941 |
| Frente Ocidental, setor norte | junho de 1941 - outubro de 1944 |
| Bolsão de Kurland             | outubro de 1944 - maio de 1945  |